# 俞惠利
俞惠利（1964年8月15日—），韓國女演員，其他常見譯名有柳惠利與俞蕙等。年輕時將本名改為崔秀妍，親妹妹則是同為演員的崔秀琳。

## 演出作品

### 電視劇
- 1992年：KBS《赤色地帶（朝鲜语：적색지대）》飾演 禹妍希
- 1994年：MBC《天國的陌生人（朝鲜语：천국의 나그네）》飾演 南熙
- 1995年：KBS《路（朝鲜语：길 (1995년 드라마)）》飾演 崔桂珠
- 1996年：KBS《直到我們相愛（朝鲜语：사랑할때까지）》飾演 吳英真
- 1996年：KBS《顏色（朝鲜语：컬러 (드라마)）－灰色美麗的理由》飾演 瑞勳的前妻
- 1996年：MBC《簡易驛（朝鲜语：간이역 (드라마)）》
- 1997年：MBC《昨天（朝鲜语：예스터데이 (드라마)）》飾演
- 1997年：KBS《奔跑（朝鲜语：질주 (1997년 드라마)）》飾演 尹美蘿
- 1997年：SBS《天橋風雲（朝鲜语：모델 (드라마)）》飾演
- 2000年：SBS《善良的男人（朝鲜语：착한 남자）》飾演 羅樂心
- 2001年：KBS《梅花戀歌（朝鲜语：매화연가）》飾演 龍女
- 2001年：KBS《新媽媽（朝鲜语：새엄마 (2001년 드라마)）》飾演 吳夫人
- 2001年：MBC《洪國榮（朝鲜语：홍국영 (드라마)）》飾演 和緩翁主
- 2002年：KBS《Drama City（朝鲜语：KBS 드라마시티）－尋找小狗》飾演 英善
- 2002年：MBC《人魚小姐》飾演 自己
- 2003年：MBC《聖女與魔女（朝鲜语：성녀와 마녀 (드라마)）》飾演 吳菊珠
- 2004年：SBS《小島老師》飾演 閔英善
- 2004年：KBS《我的寶貝子女》飾演 夫人
- 2005年：SBS《流行70》
- 2005年：KBS《這該死的愛情》飾演 朴慈卿
- 2006年：KBS《歐巴桑向前衝》飾演 高金花
- 2007年：SBS《奔跑吧鯖魚（朝鲜语：달려라 고등어）》飾演 許英淑
- 2008年：MBC《不要動搖》飾演 蔡靜熙
- 2008年：KBS《你是我的命運》飾演 鄭美玉
- 2009年：KBS《誘惑的人生》飾演 表世琳
- 2009年：MBC《男版灰姑娘》飾演 吳善英
- 2010年：MBC《逆轉女王》飾演 勇植母
- 2011年：SBS《千日的約定》飾演
- 2012年：tvN《黃色福壽草》飾演 張明子
- 2012年：KBS《愛情雨》飾演 白慧晶（中年）
- 2013年：tvN《瘋狂愛情》飾演 許明慈
- 2013年：SBS《出生的祕密》飾演 趙女士
- 2014年：JTBC《貴夫人》飾演 黃明純
- 2014年：SBS《只屬於我的你》飾演 吳光慈
- 2015年：KBS《我們家蜜罈子》飾演 李美達
- 2016年：MBC《黃金口袋》飾演 史貴貞

### 電影
- 1988年：《巴黎艾瑪（朝鲜语：파리 애마）》飾演 吳海莉
- 1989年：《今日女子（朝鲜语：오늘 여자）》
- 1990年：《短暫的愛情（朝鲜语：우묵배미의 사랑）》飾演 新娘
- 1991年：《在回憶中蓋房子的女人（朝鲜语：여자는 추억 속에 집을 짓는다）》飾演 智淑
- 1992年：《二十七朵玫瑰（朝鲜语：스물일곱송이 장미）》飾演 趙卿慈
- 1992年：《性愛的沉默（朝鲜语：성애의 침묵）》飾演 惠蓮
- 1992年：《爵士吧廣島（朝鲜语：째즈빠 히로시마）》飾演 珠熙
- 1993年：《當亞當睜開眼（朝鲜语：아담이 눈뜰 때）》飾演 女畫家
- 1995年：《撒嬌的男人（朝鲜语：꼬리치는 남자）》飾演 金室長
- 2002年：《不懂事的妻子與波瀾萬丈的丈夫以及跆拳道女孩（朝鲜语：철없는 아내와 파란만장한 남편 그리고 태권소녀）》飾演 按摩師

## 獎項
- 1990年：第28屆大鐘獎－女配角賞（《短暫的愛情（朝鲜语：우묵배미의 사랑）》）

## 外部連結
- 俞惠利在韩国电影数据库（KMDb）上的資料（韓語）
- NAVER （页面存档备份，存于）